# Meghann Fahy
Meghann Fahy, född 25 april 1990 i Longmeadow, Massachusetts, är en amerikansk skådespelare.
Fahy har bland annat medverkat i TV-serierna The Bold Type, The White Lotus och The Perfect Couple.

## Filmografi (i urval)
- 2017–2020 – The Bold Type (TV-serie)
- 2022 – The White Lotus (TV-serie)
- 2024 – The Perfect Couple (TV-serie)
- 2025 – Sirens (TV-serie)
- 2025 – Drop